# Пакопампа

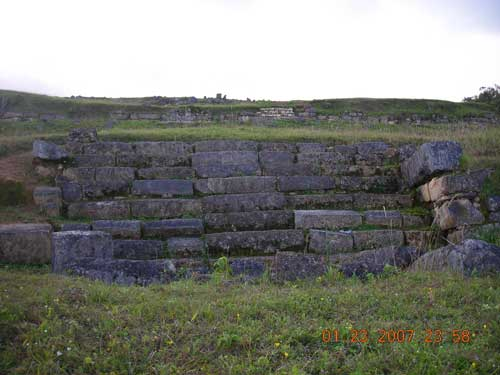
Руины Пакопампы

Пакопампа ("Paqu pampa") — археологический памятник в горной области северного Перу, существовавшая в Ранний формативный период с 1200 до 100 года до н. э. Делится на 3 фазы, основная часть приходится на культуры Чавин и Кахамарка.

## Название
С языка кечуа переводится как «Равнина, где пасутся альпака».

## Расположение
Находится в селе Pacopampa на высоте 2140 м. над уровнем моря в районе Керокото провинции Чота, региона Кахамарк, на расстоянии 3 км на юго-восток от другого церемониального центра — Панданче.

## История
Было основным церемониальным центром, основанным ок. 1200 года до н. э. (хотя некоторые ученые считают, что люди здесь появились ок. 2500 года до н. э.). Храмовый комплекс состоял из восходящих террас, самая верхняя из которых считается священной и эксклюзивной. В его окрестностях найдено около 20 археологических мест.
Историю Пакопампы разделяют на 3 фазы: собственно Пакопампа (Пакопампа I) — 1200-900 года до н. э. (появление первых зданий, основания города); Пакопампа-Чавин (Пакопампа II) — 900-500 гг. до н. э. (влияние культуры Чавин); Пакопампа-Кахамарка (Пакопампа III) — 500-100 годы до н. э. (воздействие культуры Кахамарка).

## Описание
Состоит прежде всего из 3 пересекающих друг друга платформ, построенных на холме. Все найденные строения ориентированы на восток. В целом, Пакопампа имеет форму усеченной пирамиды, общая площадь которой составляет 600×200 м, высотой 35 м. На этаж ведут лестницы, которые составлены из вырезанного и отполированного большого камня.
Исследован ряд внутренних галерей, коридоров, вентиляционных каналов и каналов для дренажа. Раскопаны остатки колонн, карниз с резным высоким рельефом, различные скульптуры змей, связанные с архитектурой поселения.
Обнаружено оружие и каменные орудия, керамику, мелкие кости с резьбой и камень с символическими мотивами, которые отвечают основам культуры чавинцев. Является подтверждением влияния этой культуры, ставшей основной на длительное время.
На территории есть многочисленные каменные скульптуры с изображением божества с культуры Чавин (его называют бог котов). Сочетание человеческого телосложения с лицом (или ртом) и глазами кота. Кроме того, также обнаружены скульптурные сочетания человека, птицы и кошки (скорее всего — ягуара).
Найдена гробница женщины, жившей около 900 года до н. э. Погребение имеет форму ботинка, оно хорошо сохранилось от грабежей мародеров и получило название «дама из Пакопампы». Женщина при жизни имела рост 1.55 м, у нее был искусственно деформирован череп. «Дама» умерла в возрасте 30 или 40 лет и была похоронена с богатыми инвентарем (золотые серьги, керамические горшки, ожерелья из ракушек).
Еще одна найденная гробница сохранила останки двух человек, которые жили около 600 года до н. э. Захороненные вместе с ними вещи свидетельствуют о том, что это были важные члены чавинского общества. В гробнице обнаружен керамический сосуд, изображающий существо с телом змеи и головой ягуара (считалось, что эти животные обладали сверхъестественными способностями, которые могут передаваться жрецам). Змеи считались жителями подземного мира, а ягуары — определенным мостом между землей и небом. Кроме того, в захоронении сохранилось ожерельем из золотых полых сфер и металлические вещи с волнистыми линиями, изображающими движение змей. Рядом черепами были беспорядочно разбросаны разноцветные минералы: красная киноварь, зелёный малахит, тёмно-коричневый гематит, блестящий черный магнетит, белый кальцит и синий азурит.

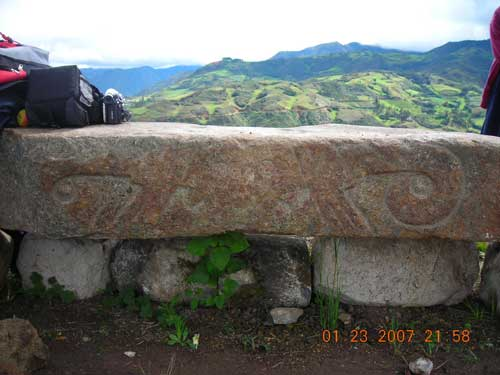

## Исследования
Первые раскопки в 1930-х годах осуществил известный перуанский ученый Рафаэль Ларко Ойле. Найденные артефакты из известняка он отправил в город Трухильо. Также было сделано краткое описание памятника, выдвинута гипотеза о ее связи с культурой Чавин.
После этого раскопки долгое время не производились, в результате чего Пакопампа оказалась под угрозой исчезновения. В 1966 году Пабло Макера начал движение за сохранение этого памятника. В 1970 году доктор Эмилио Чой выкупил земли на площади Пакопампы и подарил ее университету Сан-Маркос. С этого момента ученые последнего занимаются здесь исследованиями.
В 1970 году раскопки возглавляли Эмилио Розесом и Рут Шеди. Именно они обнаружили первую фазу существования этой достопримечательности. В 1976 году новые исследования осуществляла Роза Фунг Пинеда.
С 2005 года раскопки проводятся японскими учеными Национального музея этнологии и перуанские — из университета Сан-Маркос (Перу) под общим руководством Юдзи Секи и Даниэля Моралеса.